# Zbigniew Ziembinski
Zbigniew Marian Ziembiński (Wieliczka, 17 de marzo de 1908 — Río de Janeiro, 18 de octubre de 1978), más conocido simplemente como Ziembinski, fue un actor y director  de teatro, cine y televisión. Se le conoce con el apodo de «Zimba».
Se dedicó al teatro durante cerca de 50 años, de los cuales 35 fueron en Brasil y dirigió 94 obras. También fue pintor y fotógrafo. En palabras del crítico Sábato Magaldi, Ziembiński fue «un monstruo del teatro», «una figura extraordinaria que voló sobre la belleza de Río de Janeiro».

## Biografía
Estudió en 1926 en la Universidad Jaguelónica y en la Escuela de Arte Dramático del Teatro Municipal de Cracovia donde realiza más de una veintena de papeles entre 1927 y 1929. Durante los dos años siguientes, se dedicó a labores de dirección en dos teatros de Varsovia. Ya en 1931 se traslada de Lodz para dirigir el teatro municipal. Sin embargo, al año siguiente se trasladó de nuevo a la capital polaca, donde trabajó hasta el inicio de la Segunda Guerra Mundial en cinco grupos de teatro diferentes. Durante todo este tiempo realiza diferentes tipos de obras, comedias ligeras, costumbristas y dramas psicológicos de diversos autores como Oscar Wilde, Bernard Shaw, William Shakespeare y autores polacos.
En 1941, dejó su tierra natal y emigró a Brasil, más concretamente a Río de Janeiro. Allí es considerado uno de los fundadores del modernos teatro brasileño por su montaje del texto Vestido de Noiva del dramaturgo Nelson Rodrigues por la compañía aficionada Os Comediantes en 1943. Este montaje introdujo la noción de director en el teatro brasileño como aquel que se preocupa por la puesta en escena y no solo por repetir los papeles e indicar los movimientos. A este espectáculo le seguirían otros como Pelleas e Melisande de Maeterlinck con la misma compañía o Anjo negro, también de Nelson Rodrigues en 1948 con el Teatro Popular de Arte.
Ya en Recife, Zimba dirigió Nossa Cidade de Thornton Wilder (1949), Pais e Filhos, de Iván Turguénev y Esquina Perigosa de Joseph Priestley con el Teatro de Amadores de Pernambuco y Além do Horizonte, de Eugene O'Neill y Fim de Jornada, de Robert Sheriff con el Teatro Universitário de Pernambuco. En 1950, se trasladó a São Paulo con el Teatro Brasileiro de Comédia de Franco Zampari. Asimismo, estuvo trabajando en la Escuela de Arte Dramático de Alfredo Mesquita entre 1951 e 1957.
También hizo sus incursiones en el cine y participó en las películas Tico-tico no Fubá con Anselmo Duarte y Tônia Carrero y en A Madona de Cedro. Ya en los años 1970 fue contratado por la Red Globo donde realizó diferentes labores de producción.

### Cinematografía
Cinematografía incompleta
- Edu, Coração de Ouro (1968) .... participación especial[3]

### Principales montajes
- Vestido de noiva (1943)
- Dorotéia (1950)
- Pega-fogo (1950)
- O santo e a porca (1958)
- Jornada de um longo dia para dentro da noite (1958)

## Papeles en televisión
- 1966 Eu compro esta mulher - Dom Rodrigo
- 1966 O rei dos ciganos - Steiner
- 1967 A rainha louca - Zacarias
- 1969 João Juca Jr. - Bóris (TV Tupi)
- 1971 Bandeira 2 - Irmão Ludovico
- 1972 O bofe - Stanislawa Grotowiska
- 1973 Cavalo de aço - Max
- 1973 O semideus - Padre Miodek
- 1974 O rebu - Conrad Mahler